# Bor (Stolové hory)
Bor (německy Spiegelberg /bei Cudowa/, polsky Skalniak, 915 m n. m.)–  hora a horský masiv ve Stolových horách (polsky Góry Stołowe, německy Heuscheuergebirge) ve středních Sudetech na hranici Královéhradeckého kraje a Dolnoslezského vojvodství.

## Umístění a popis

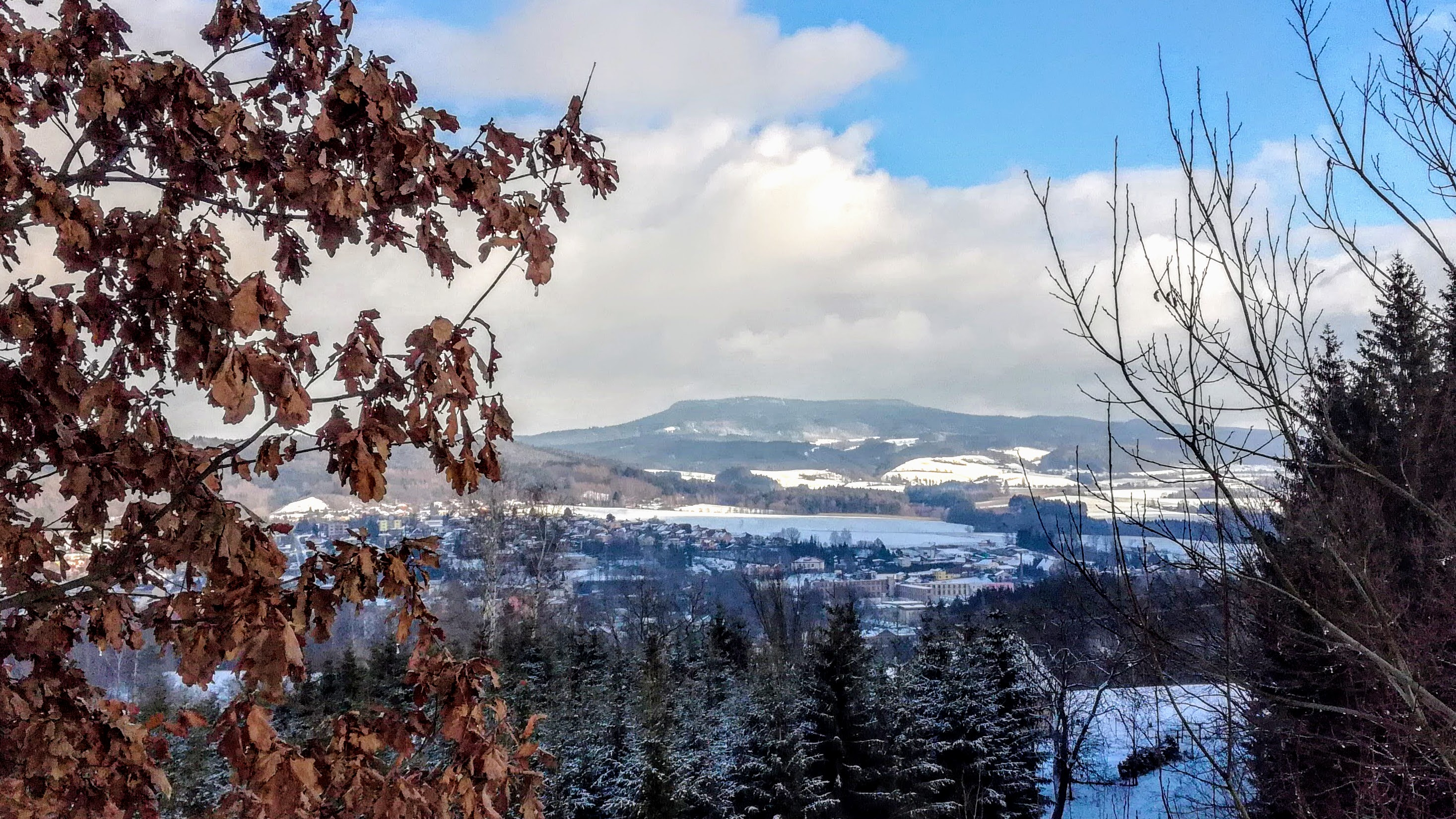
Hora Bor nad Hronovem

Bor je hraniční hora a také vrchovina, nacházející se v Orlické oblasti (středních Sudetech) asi 6 km východně od města Hronova. Borem pokračuje hřbet Orlických hor dále na sever. Spolu s Velkou Hejšovinou tvoří nejvyšší část Stolových hor. Ty se z pohledu českého zeměpisectví omezují jen na tyto dva masivy, z pohledu polské geografie však Stolové hory pokračují na české území na západ Broumovskými stěnami.
Bor je významnou dominantou především města Hronova. Na jeho severním úpatí leží městys Machov. Při pohledu ze západu z Čech od Hronova nebo Police nad Metují se jeví jako stolová hora, zatím co při pohledu od východu z Kladské kotliny působí jako členitý masiv s několika vrcholy, z nichž nejvyšší je Skalniak. Jeho výška je stále předmětem sporů zejména ve vztahu k Velké Hejšovině . Další známé vrcholy jsou Bludné skály (pol. Błędne Skały, něm. Wilde Löcher, 852 m n. m.), Ptak (841 m n. m.) nebo Ptasia Góra (851 m n. m.)
Na Bludných skalách je hojně navštěvovaný skalní labyrint s nádhernou vyhlídkou nad Sypací skálou (jež je již na české části Boru). 95% masivu se nachází na území Polska, v České republice je jen severní svah, na němž je i česká vyhlídka pod Sypací skálou. Část u Bludných skal je typická náhorní rovina, která spadá prudce svými západními a severními svahy na české území. Většina masivu je porostlá lesem. Bor je často uváděn jako druhý nejvyšší vrchol Stolových hor hned za Velkou Hejšovinou (919 m n. m.) Ve výšce cca 700 m n. m. je pod vrcholem Boru ještě na polské straně obec Bukowina Kłodzka s rozlehlou horskou loukou.

## Bor v umění
Bor najdeme v díle Aloise Jiráska, především pak v jeho kronice U nás. Jelikož nejznámějším ilustrátorem této románové kroniky je Adolf Kašpar, objevuje se Bor také na řadě jeho ilustrací. Bor a okolí se objevují na obrazech Antonína Hudečka, který v letech 1910 - 1924 působil v Machově a okolí a též místního krajináře Jindřicha Sitte.

## Galerie

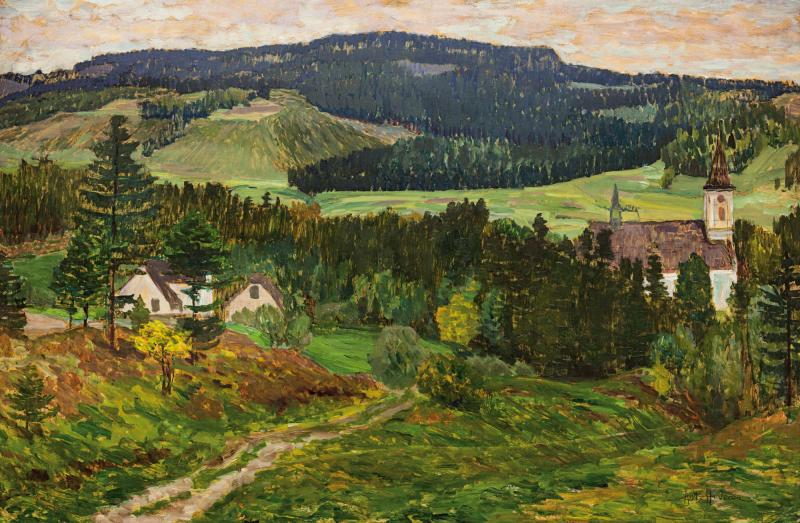
Antonín Hudeček: Krajina s kostelíkem (Machov, v pozadí hora Bor)
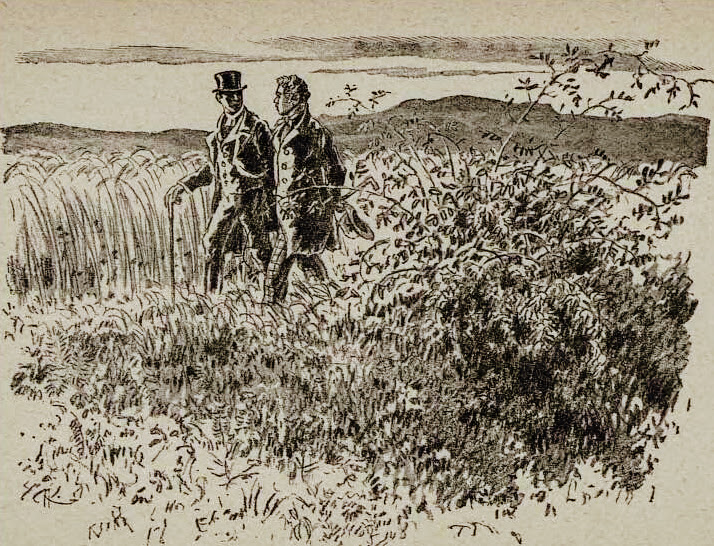
Ilustrace Adolfa Kašpara k Jiráskově kronice U nás, v pozadí hora Bor